# Mávgovárre

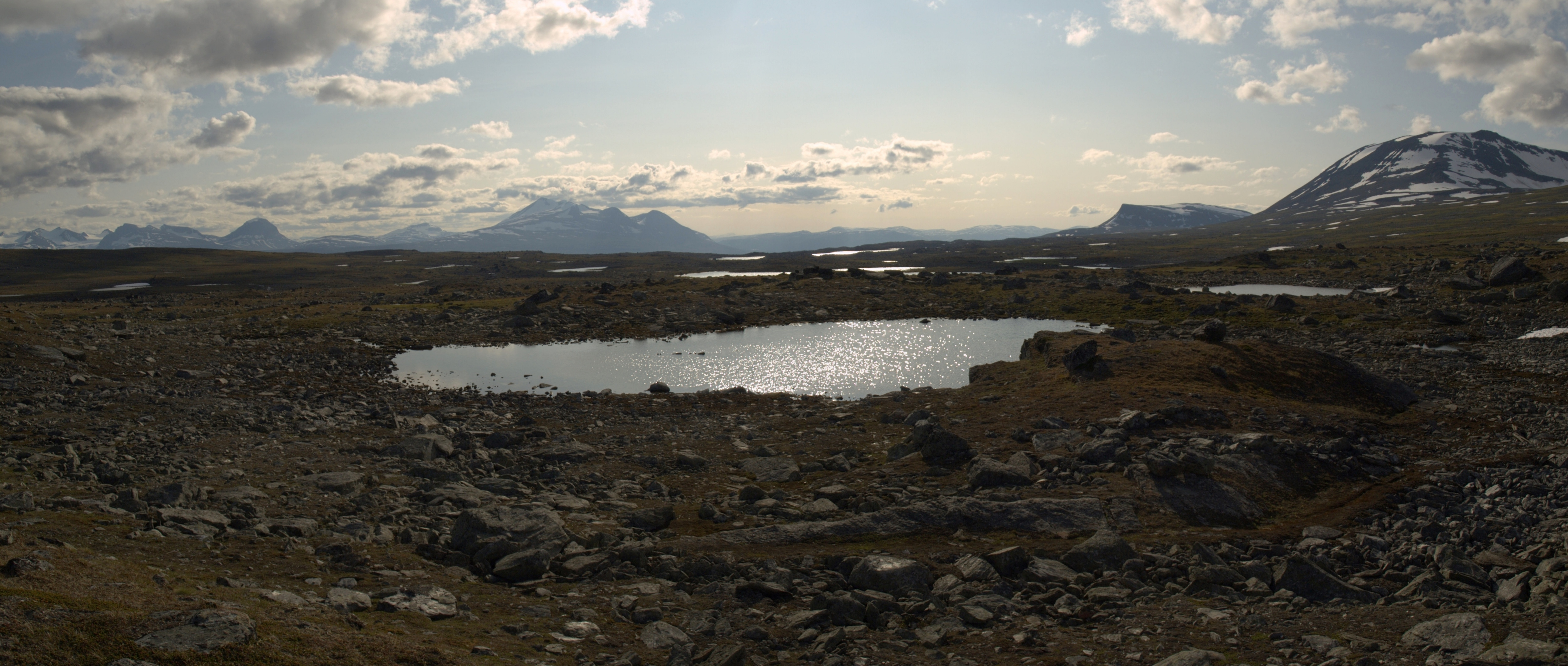
Högplatån nära höjdpunkten 1054. Niak och Áhkká vid horisonten.

Mávgovárre är ett lägre berg i Stora Sjöfallets nationalpark som ligger norr om Akkajaure samt bilvägen som går mellan Vakkotavare och Ritsem. Norr och väster om Mávgovárre breder en högplatå ut sig (cirka 1000 m ö.h.) ungefär en mil i väst-östlig riktning.
På platån finns många små sjöar, bland andra Maukojaureh. Vid klart väder är platsen mycket bra för att få vyer av de norra Sarekfjällen.